# Wiesław Ziemianin
Wiesław Ziemianin (Rabka-Zdrój, 7 settembre 1970) è un allenatore di biathlon ed ex biatleta polacco.
È fratello di Jan, a sua volta biatleta di alto livello.

## Biografia

### Carriera sciistica
In Coppa del Mondo ottenne il primo risultato di rilievo il 17 dicembre 1992 a Pokljuka (72°) e l'unico podio il 16 gennaio 2003 a Ruhpolding (3°).
In carriera prese parte a quattro edizioni dei Giochi olimpici invernali, Lillehammer 1994 (63° nell'individuale, 8° nella staffetta), Nagano 1998 (26° nella sprint, 47° nell'individuale, 5° nella staffetta), Salt Lake City 2002 (58° nella sprint, 50° nell'inseguimento, 30° nell'individuale, 9° nella staffetta) e Torino 2006 (25° nella sprint, 28° nell'inseguimento, 53° nell'individuale, 13° nella staffetta), e a dodici dei Campionati mondiali, vincendo una medaglia.

### Carriera da allenatore
Dopo il ritiro è diventato allenatore dei biatleti nei quadri della nazionale polacca.

## Palmarès

### Mondiali
- 1 medaglie:
  - 1 bronzo (gara a squadre[3] a Osrblie 1997)

### Coppa del Mondo
- Miglior piazzamento in classifica generale: 41º nel 1999
- 1 podio (a squadre[2]), oltre a quello ottenuto in sede iridata e valido anche ai fini della Coppa del Mondo:
  - 1 terzo posto